# François-Frédéric Lemot
François-Frédéric Lemot, nacido en Lyon el 4 de noviembre de 1772 y fallecido en París el 6 de mayo de 1827, fue un escultor neoclásico francés.

## Biografía
Estudia en París, a la edad de 17 años, bajo la dirección del escultor Claude Dejoux. Éste fue un escultor secundario que se había formado en el taller de Guillaume Coustou el joven. Obtiene el Prix de l'Académie royale en escultura en 1790 con un bajorrelieve sobre El juicio de Salomón, que le abrió las puertas de la villa Médicis de Roma. Tuvo que interrumpir su formación en 1793, al ser reclutado para unirse a la armada del Rhin. Dos años más tarde, es seleccionado por un comité dependiente de la por la Convención Nacional para preparar una estatua al Pueblo francés, obra que no fue nunca ejecutada. Debuta en el Salón en 1801.
En 1801, Napoleón Bonaparte le compra una Bacante en mármol que había expuesto en el Salón de París. En 1804, instaló en la antigua sala del Tribunat, el Cicerón se dispone a denunciar la Conjuración de Catilina frente al Senado. Esta estatua de siete pies de altura hace pareja con el Demóstenes de Le Sueur.
El Imperio le encarga la Cuadriga que corona el Arco de Triunfo del Carrusel en París.
Fue admitido como miembro de la Academia de Bellas Artes del Instituto de Francia en 1809. En el periodo de la Restauración Francesa, Lemot es comisionado para restaurar la estatua ecuestre de Enrique IV, que había sido destruida durante la Revolución, dos esculturas de Napoleón aportaron el bronce, y el modelo fue sacado de un molde que se había conservado del original. Realiza también la estatua ecuestre de Louis XIV, situada en la plaza Bellecour de Lyon.
Fue, junto a Pierre y François Cacault el artífice de la reconstrucción de Clisson. Tanto el castillo, como el pueblo que habían sido destruidos en la Guerra de Vandea durante la Revolución.
Su pupilo, Louis Dupaty, obtuvo el Premier Grand Prix de escultura, en 1799, con la obra Pericles visitando a Anaxagoras. Tras su regreso de la Academia Francesa en Roma fue admitido en el Instituto de Francia, en 1816, convirtiéndose en profesor de la École des Beaux-Arts. El escultor más famoso que salió del estudio de Lemot fue Lorenzo Bartolini.

## Herencia
- La Garenne Lemot, Parque pintoresco , Gétigné (junto a Clisson).
- Una calle lleva su nombre en Lyon, en la colina de la Croix-Rousse.

## Obras
- Cicerón hablando a Catilina, statue.
- Mujer adormecida, estatua.
- Napoléon Bonaparte triunfador (1808), estatua, plomo, París, museo del Louvre. Esta obra se localizó durante un corto periodo de tiempe sobre la cuadriga que corona el Arco de Triunfo del Carrusel.[1]
- Enrique IV de Francia (1817), estatua ecuestre, bronce, París, Pont Neuf
- Luis XIV de Francia, estatua ecuestre, bronce, Lyon, plaza Bellecour.

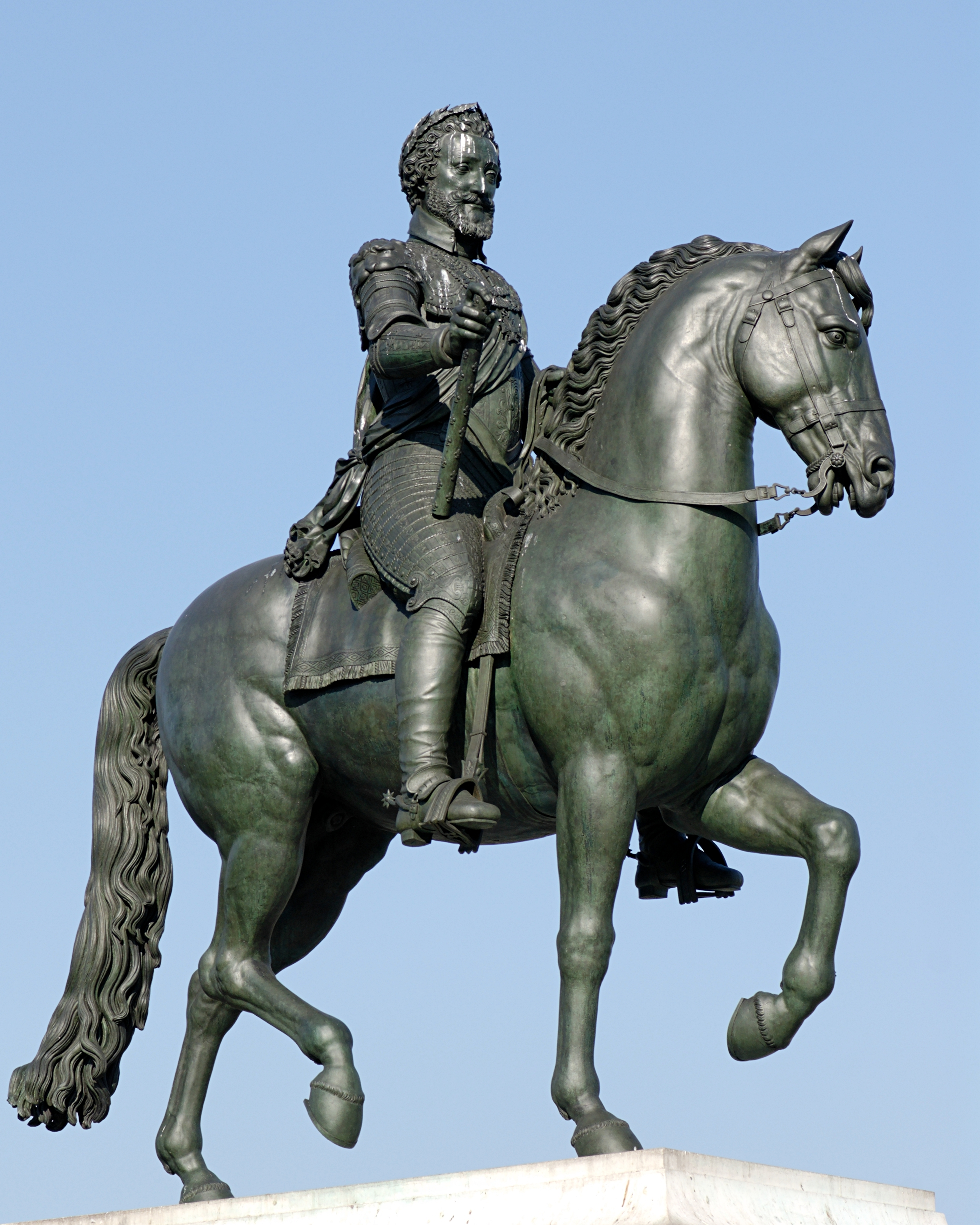
Enrique IV  1818, Pont Neuf, París
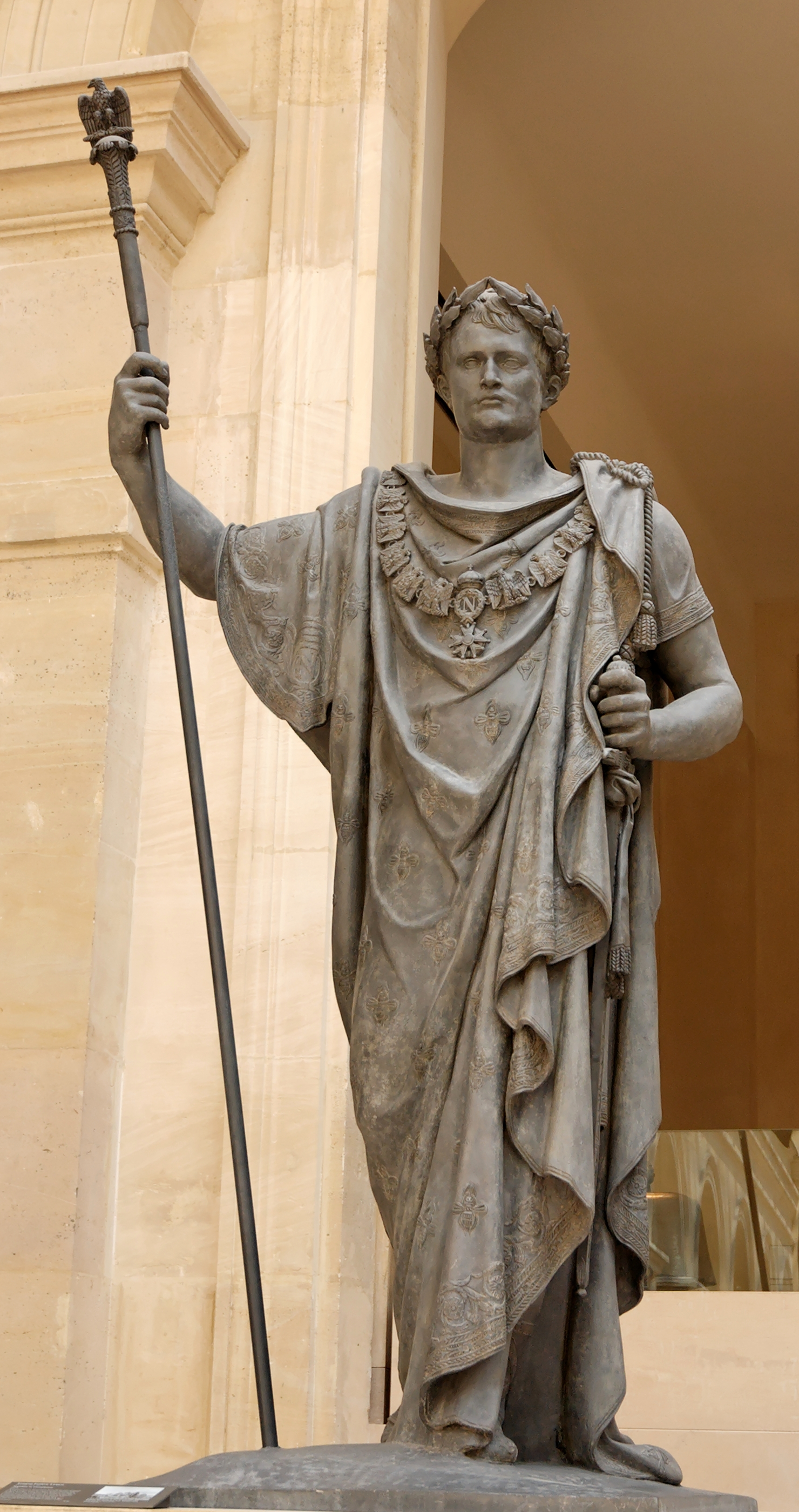
Napoléon triunfador, 1808, Louvre
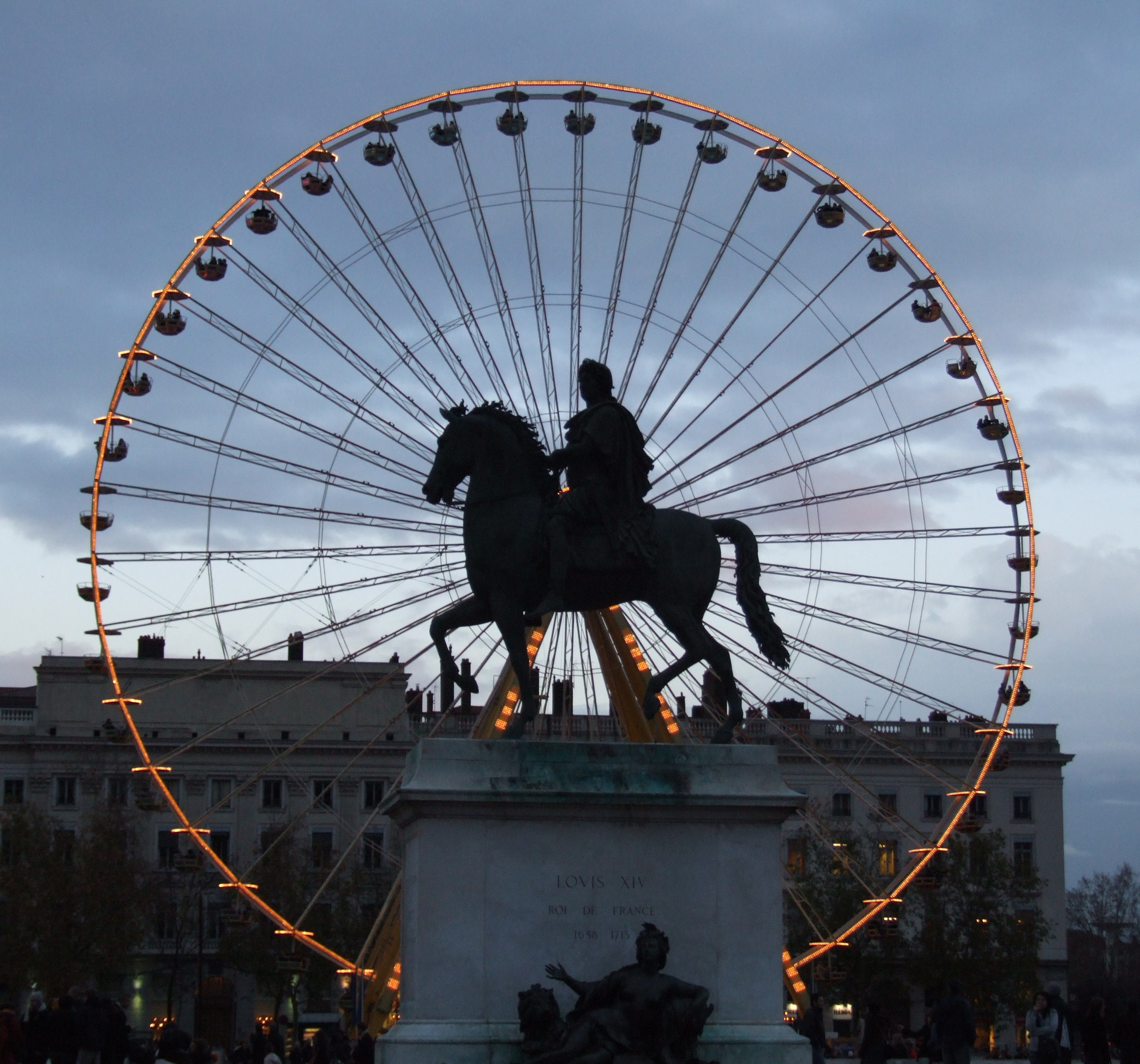
Louis XIV, plaza Bellecour, Lyon
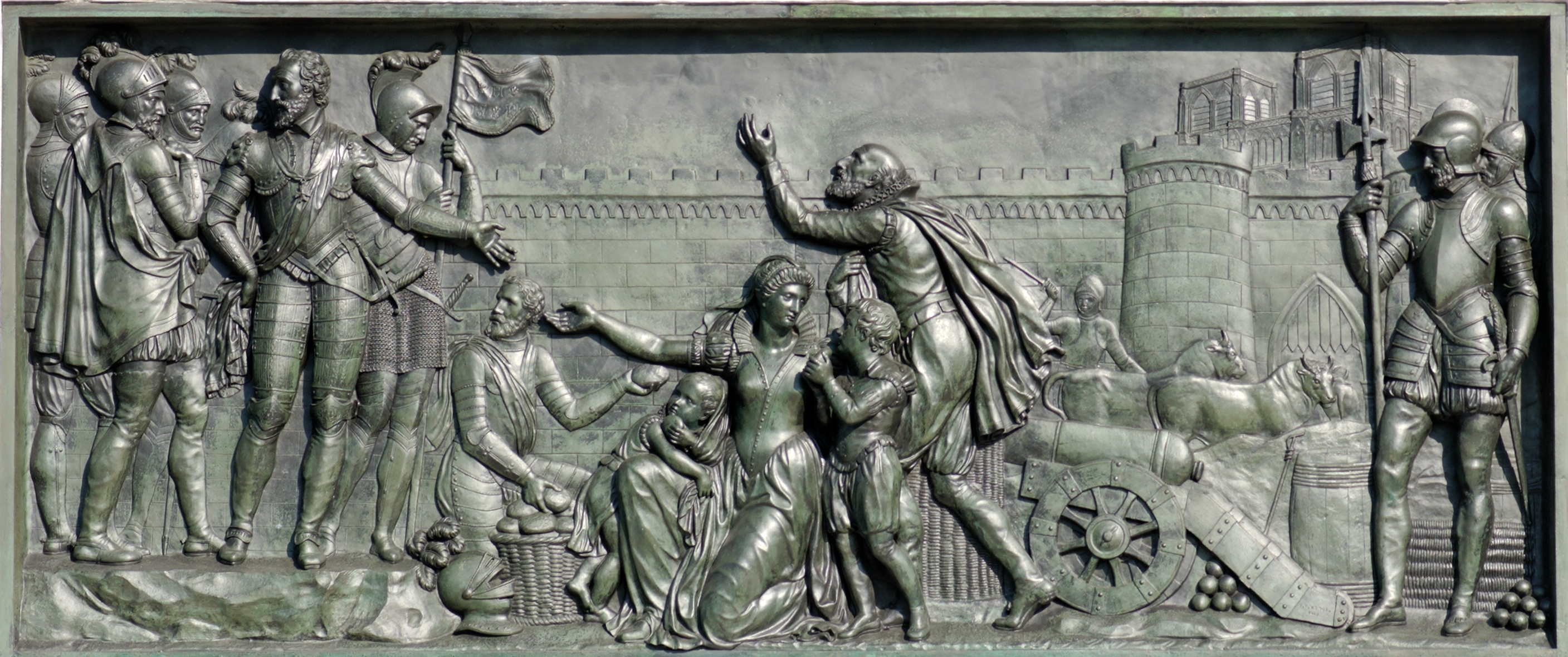
Relieve en el pedestal de la estatua ecuestre.

## Recursos y referencias
- Catálogo de la exposición, Skulptur aus dem Louvre. Sculptures françaises néo-classiques. 1760-1830, París, museo del Louvre, 23 de mayo - 3 de septiembre de 1990, p. 318.
- Emmanuel Schwartz, Les Sculptures de l'École des Beaux-Arts de Paris. Histoire, doctrines, catalogue, École nationale supérieure des Beaux-Arts, París, 2003.

1. ↑   Museo del Louvre